# Weberbauera spathulifolia
Weberbauera spathulifolia är en korsblommig växtart som först beskrevs av Asa Gray, och fick sitt nu gällande namn av Otto Eugen Schulz. Weberbauera spathulifolia ingår i släktet Weberbauera och familjen korsblommiga växter. Inga underarter finns listade i Catalogue of Life.